# Paroisse Sacré-Cœur (Bitam)
La Paroisse Sacré-Cœur de Bitam au Gabon est une église catholique fondée en 1930-1931, par l'abbé Jean-Baptiste Adiwa.

## Historique
Elle fut créée à l'origine au village de Messang à 5 km sur l'axe routier Bitam-Oyem.
En 1945, le père Pierre Lamour transfert ladite paroisse sur le site actuel.
Parmi les prêtres qui y sont passés ou y ont officié, on peut notamment citer : Monseigneur François Ndong, premier évêque gabonais ou l'abbé Fidèle Okoué Ngou, premier curé noir de la paroisse Sacré Cœur de Bitam. 
Cette paroisse est un lieu de formation des prêtres. Elle est aussi dotée d’un établissement secondaire, le collège Jésus-Marie d'un établissement primaire à Mimbang et d'un pré-primaire à l'Immaculée Conception. 
La paroisse compte plusieurs annexes dans le département : L'Immaculée Conception dans le centre-ville de Bitam, Saints Jean et Paul de Bikondom ou Saint Michel de Mfoumou.
Par décision épiscopale du 1er juillet 2018, la chapelle Notre-Dame de l'Immaculée Conception de Bitam, jusqu'alors annexe de la paroisse Sacré-Cœur, est devenue une paroisse éponyme.
La paroisse a pour premier curé Mgr Jean-Bernard Asseko.